# Generali Ladies Linz 1998
Il Generali Ladies Linz 1998 è stato un torneo di tennis giocato sul sintetico indoor. È stata la 12ª edizione del Generali Ladies Linz, che fa parte della categoria Tier II nell'ambito del WTA Tour 1998. Si è giocato a Linz, in Austria,dal 23 febbraio al 1º marzo 1998.

## Campionesse

### Singolare
Jana Novotná ha battuto in finale  Dominique Van Roost con il punteggio di 6–1, 7–6

### Doppio
Alexandra Fusai /  Nathalie Tauziat hanno battuto in finale  Anna Kurnikova /  Larisa Neiland con il punteggio di 6–3, 3–6, 6–4